# Cerro Galicia
El cerro Galicia es el accidente geográfico más alto de la Sierra de San Luis en el estado Falcón (Venezuela), con una altitud de 1600 m s. n. m.

## Localización
Está ubicado en el centro de la sierra de San Luis, y es el punto más alto de la misma, a unos pocos kilómetros del pueblo de Curimagua. En su cumbre se encuentran instaladas antenas que proveen señal de radio, televisión y comunicación tanto a los pueblos como al estado y desde donde pueden verse con claridad la represa El Isiro, el Parque nacional Los Médanos de Coro, la península de Paraguaná, el cerro Santa Ana y Curazao.

## Problema de altitud

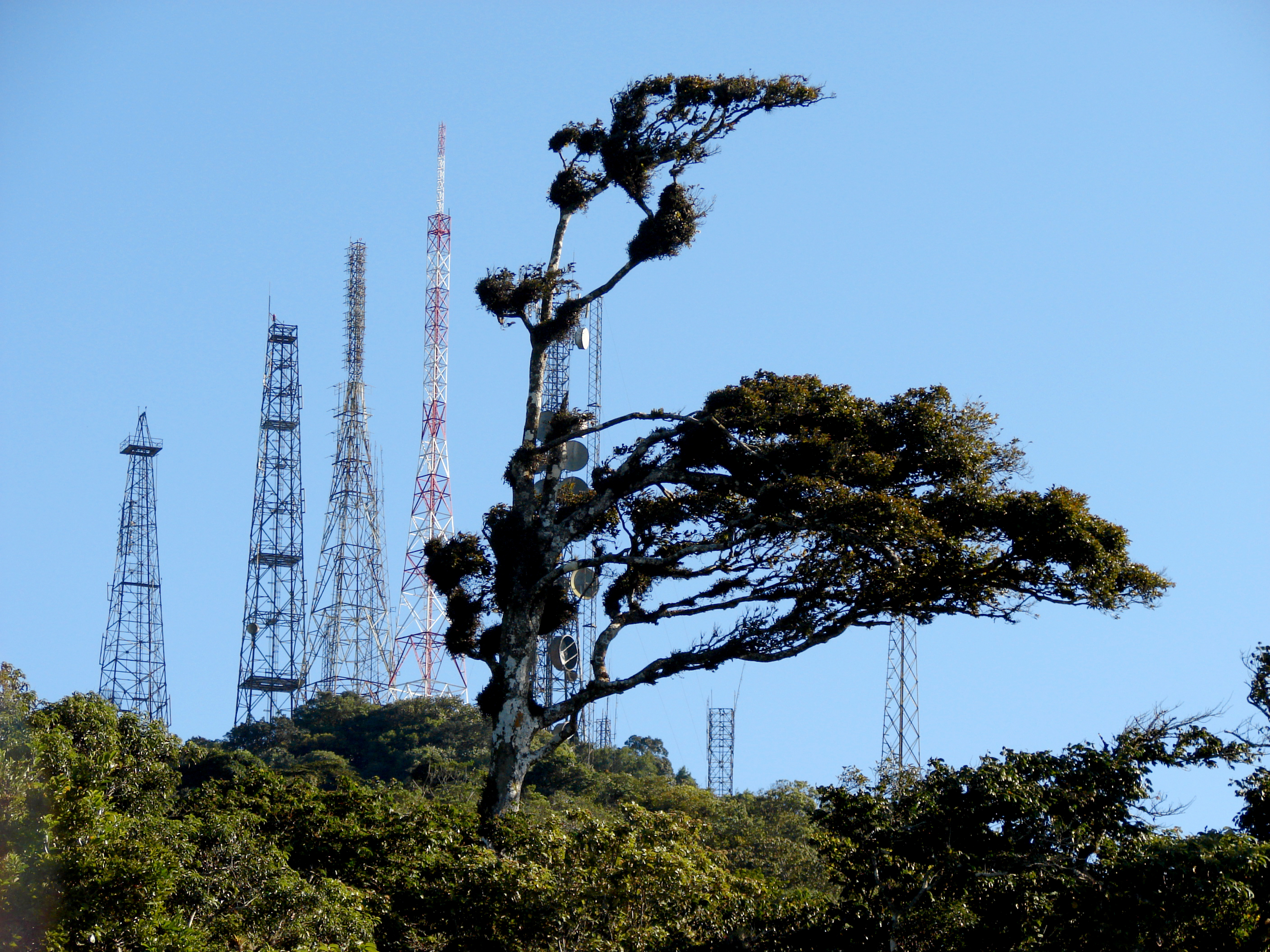
Cumbre del cerro Galicia.

Personas nativas de la zona han contado que el cerro tiene 1600 m s. n. m. y un GPS altímetro verificó la información a un grupo de estudiantes; sin embargo, en la mayoría de las fuentes web se encuentra documentado que tiene 1500 y en el altímetro del programa Google Earth indica que tiene 1480, sabiendo que los altímetros satelitales (de teléfonos móviles), tienen un margen de error de 20 a 50 metros. Esto se encuentra ligado a la dificultad de hacer un mapa virtual con datos geográficamente exactos. Recientemente se ha confirmado la medida de 1600 msnm.[cita requerida]

## Clima
Se pueden apreciar los cambios de temperatura conforme se asciende a su cumbre. Su clima es caracterizado por ser frío de bosque nublado con temperaturas medias de 17°C, mientras que en los meses de diciembre y enero puede llegar a los 13°C. En su estación más seca se mantiene entre los 18 y 21°C, con unas precipitaciones anuales de más de 500 mm de lluvia.

## Vegetación
Es vegetación montañosa, en su mayoría de bosque con numerosos árboles típicos como el flanboyant, entre otros.

## Fauna
Este cerro está lleno de una cantidad enorme de serpientes, conejos, pájaros y "tigritos" típicos de la región. Por ello es considerado uno de los lugares más ricos en flora y fauna de la sierra falconiana.